# Istrinskij rajon
L'Istrinskij rajon (in russo Истринский район?) era un rajon dell'Oblast' di Mosca, nella Russia europea; il capoluogo era Istra. Istituito nel 1929, ricopriva una superficie di 1.299 chilometri quadrati e nel 2010 ospitava una popolazione di circa 114.000 abitanti.